# إميلي هاتوياما
إميلي هاتوياما (باليابانية: 鳩山エミリ؛ بالكانا: はとやま エミリー) هي عارضة وممثلة يابانية، ولدت في 11 فبراير 1955 في طوكيو في اليابان.

## وصلات خارجية
- إميلي هاتوياما على موقع IMDb (الإنجليزية)
- إميلي هاتوياما على موقع قاعدة بيانات الفيلم (الإنجليزية)